# Rushton (Cheshire)
Rushton è un villaggio e parrocchia civile dell'Inghilterra, appartenente alla contea del Cheshire.